# BlueStacks
BlueStacks（ブルースタックス）とは、アメリカのソフトウェア企業であるBluestack Systemsが開発したAndroidエミュレータ「BlueStacks」（または「BlueStacks App Player」）とその企業である。2009年にローゼン・シャルマが設立した。
2011年5月25日にサンフランシスコで開催されたCitrix Synergy ConferenceにおいてCitrixのCEOであるマーク・テンプルトンがステージ上でBlueStacksの初期バージョンをデモンストレーションし、BlueStacksと提携を結んだことを発表した。App PlayerとCloud Connectの一般向けアルファ版が公開されたのは同年10月11日のことである。App Playerは2014年6月7日にベータ版を終了した。
2012年6月、同社はmacOS向けのApp Playerソフトウェアのアルファ版を発表し 、同年12月にはベータ版がリリースされた。2024年12月には、Apple Silicon搭載のMac向けにBlueStacks Airをリリースした。

## ソフトウェア

### BlueStacks 3
2017年8月22日にBlueStacks 3を正式リリースした。Androidの環境を複数構築し、同時に起動できるマルチインスタンス機能やキーマッピングなどが実装された。

### BlueStacks 3N
2018年5月18日、Android 7.1.2を搭載したBlueStacks 3Nを正式リリースした。

### BlueStacks 4
2018年9月18日に32bit版Android 7.1.2をベースにしたBlueStacks 4（Windows用）を正式リリースした。32bit版Androidのほかに64bit版Androidも存在する。32bit版で互換が無かったアプリは64bit版でインストール、起動する可能性がある。
バージョン4.40.0.1109以降から内部ストレージを32GBから64GBに引き上げた。ただし、新規インスタンスに適用される処置で、引き継いだインスタンスの内部ストレージ容量はそのまま、新たに32GBの仮想ディスクイメージを追加した状態となる。
| OS         | Sierra以降    |
| RAM        | 4GB以上       |
| ストレージ | 4GB以上の空き |

### BlueStacks 5
日本では2021年4月21日にベータ版（Windowsのみ）を公開、翌月に正式リリースした。エンジンを最初から書き直し、パフォーマンスが向上した代わりに、BlueStacks 4からのバックアップを引き継ぐことができない。バージョン5.2.100以降よりAndroid Pie 64bitが導入される。
|            | 最小           | 推奨                                         |
| ---------- | -------------- | -------------------------------------------- |
| OS         | Windows 7      | Windows 10                                   |
| CPU        | IntelまたはAMD | IntelまたはAMDのマルチコアプロセッサ、VT有効 |
| RAM        | 4GB以上        | 8GB以上                                      |
| ストレージ | 5GB以上の空き  | 5GB以上の空き                                |

### BlueStacks Air
2024年12月、BlueStacksはAndroidシリコン Mac向けのプレイヤー「BlueStacks Air」をリリースした。 このソフトウェアは、M1、M2、M3、M4プロセッサーを搭載したすべてのAppleシリコン搭載のMacシステムでネイティブに動作するよう最適化されている。

## 最小要件
Windows向けのBlueStacks App Playerの最低要件は、Windows 7以上、4GBのRAM、10GBのディスク空き容量、IntelまたはAMDのプロセッサーとなっている。またBlueStacks Airは現在、Appleシリコンチップ（M1～M4）を搭載したMacシステムをサポートしている。 macOS向けの最低要件は、macOS 11（Big Sur）以上のオペレーティングシステム、8GBのRAM、12GBのディスク空き容量となっている。

## 歴史
- 2011年10月13日 - BlueStacksはCNET TV videoでセス・ローゼンバット編集主任によるレビューで取り上げられた[27]。
- 2012年3月27日 - App Playerのベータ1バージョンを公開したが、最初の19日で100万ダウンロードを突破した。さらにクアルコムから非公開投資を受けた[28]。
- 2012年6月27日 - Mac OSに対応したApp Playerのアルファ1バージョンを公開した[29]。公開祝いの一環としてサンフランシスコで開催されたGoogle I/OにてMacとAndroidの模擬結婚式が行われた。
- 2012年12月27日 - Mac OS版App Playerのベータ版が公開された。企業はこのソフトウェアで75万本以上のAndroidアプリケーションがMac上で動作すると述べている[30]。
- 2018年4月19日 - DMMGAMESと業務提携し、同社が提供するAndroidアプリケーションをPC上でプレイするためのプレイヤーソフトウェアに、BlueStacksの一部機能が実装されることが発表された[31]。
- 2018年7月1日 - ゲーム実況者である加藤純一を広報大使に起用することが発表された[32]。
- 2019年11月21日 - 株式会社T-GAIA（ティーガイア）との資本業務提携及びモバイル向けの新サービス「Game.tv」について合同記者発表会を開催した。 発表会ではBlueStacksのCEO Rosen Sharma、同日本カントリーマネージャーの松本千尋、T-GAIA代表取締役の金治伸隆、同社長プロジェクト二部長の山口知宏、そしてスペシャルゲストとしてBlueStacks広報大使である加藤純一らが登壇し、5G次代に向けたeスポーツのエコシステムの構築や「Game.tv」の概要、今後の取り組みなどについて語られたほか、『どうぶつタワーバトル』の製作者がゲームの「動物」を加藤純一の素材に差し替えた特別バージョン「加藤純一タワーバトル」並びに「加藤純一タワーバトル 信者衛門杯」の開催も発表された[33][34]。

## 投資
2011年5月にアンドリーセン・ホロヴィッツ、ヘリオン・ベンチャーズ、イグニッション・パートナーズ、レッドポイント・ベンチャーズからのシリーズA投資で760万ドルを増資した。同年10月20日、同一の投資者グループだけでなく半導体メーカーのアドバンスト・マイクロ・デバイセズ (AMD)からのシリーズBファイナンシングでさらに640万ドルを増資したと発表した。